# Islands Commission
Islands Commission är ett internationellt samarbete mellan regionala och lokala förvaltningar på öar runt Europa. Organisationen är en underavdelning till Conference of Peripheral Maritime Regions of Europe (CPMR).

## Medlemmar
- Danmark: Bornholms regionskommun.
- Estland: länen Dagö och Ösel.
- Finland: det självstyrande landskapet Åland.
- Frankrike: regionerna Guadeloupe, Korsika, Martinique och Réunion.
- Grekland: regionerna Joniska öarna, Kreta, Nordegeiska öarna och Sydegeiska öarna.
- Isle of Man.
- Italien: regionerna Sardinien och Sicilien.
- Malta: ön Gozo.
- Portugal: de autonoma regionerna Azorerna och Madeira.
- Spanien: de autonoma regionerna Balearerna och Kanarieöarna.
- Sverige: Gotlands kommun.
- Skottland: kommunerna Orkneyöarna, Shetlandsöarna och Yttre Hebriderna.